# Gjensidige Kvindeliga
Die Gjensidige Kvindeligaen ist die höchste Spielklasse im dänischen Frauenfußball. Sie wurde 1972 gegründet und umfasst gegenwärtig acht Mannschaften. Namensgeber der Liga ist seit Sommer 2019 der Versicherungskonzern Gjensidige Forsikring, zuvor trug sie u. a. nach ihrem Hauptsponsor, der dänischen Gewerkschaft Fagligt Fælles Forbund (3F), die Bezeichnung 3F Ligaen.

## Modus
Im Verlauf einer Saison treten zunächst alle Mannschaft im Hin- und Rückspielmodus gegeneinander an. Nach dieser Phase endet die reguläre Saison und die Playoffs beginnen: Während die beiden Letztplatzierten mit den vier besten Teams der zweitklassigen 1. Division in einer Doppelrunde um zwei verbleibende Plätze für die nächste Saison spielen, bestreiten die ersten sechs Mannschaften die Kvindeligaen Slutspil genannte Meisterrunde, in der dann erneut alle Teilnehmer im Hin- und Rückspielmodus gegeneinander antreten. Der dann Erstplatzierte gewinnt die dänische Meisterschaft und qualifiziert sich gemeinsam mit dem Zweitplatzierten (Dänemark gehört zu den zehn besten Nationen im 5-Jahres-Ranking der UEFA) für die UEFA Women’s Champions League. Der Drittplatzierte qualifiziert sich für den UEFA Women’s Europa Cup.

## Teilnehmer 2025/26
In der Saison 2025/26 nehmen folgende Mannschaften teil:
- Aarhus GF
- Brøndby IF
- FC Midtjylland (Aufsteiger)
- FC Nordsjælland
- Fortuna Hjørring (Meister, Pokalsieger)
- HB Køge
- Kolding IF
- OB Q

## Bisherige Meister
- 1973: Ribe BK
- 1974: Ribe BK
- 1975: BK Femina
- 1976: Ribe BK
- 1977: BK Femina
- 1978: Ribe BK
- 1979: Ribe BK
- 1980: BK Femina
- 1981: B 1909 Kopenhagen
- 1982: HEI Århus
- 1983: B 1909 Kopenhagen
- 1984: HEI Århus
- 1985: B 1909 Kopenhagen
- 1986: HEI Århus
- 1987: HEI Århus
- 1988: HEI Århus
- 1989: HEI Århus
- 1990: HEI Århus
- 1991: HEI Århus
- 1992: B 1909 Kopenhagen
- 1993: B 1909 Kopenhagen
- 1994: Fortuna Hjørring
- 1995: Fortuna Hjørring
- 1996: Fortuna Hjørring
- 1997: HEI Århus
- 1998: HEI Århus
- 1999: Fortuna Hjørring
- 2000: Odense BK
- 2001: Odense BK
- 2002: Fortuna Hjørring
- 2003: Brøndby IF
- 2004: Brøndby IF
- 2005: Brøndby IF
- 2006: Brøndby IF
- 2007: Brøndby IF
- 2008: Brøndby IF
- 2009: Fortuna Hjørring
- 2010: Fortuna Hjørring
- 2011: Brøndby IF
- 2012: Brøndby IF
- 2013: Brøndby IF
- 2014: Fortuna Hjørring
- 2015: Brøndby IF
- 2016: Fortuna Hjørring
- 2017: Brøndby IF
- 2018: Fortuna Hjørring
- 2019: Brøndby IF
- 2020: Fortuna Hjørring
- 2021: HB Køge
- 2022: HB Køge
- 2023: HB Køge
- 2024: FC Nordsjælland
- 2025: Fortuna Hjørring

## Rekordmeister
| Titel | Verein            | Saisons                                                                |
| ----- | ----------------- | ---------------------------------------------------------------------- |
| 12    | Brøndby IF        | 2003, 2004, 2005, 2006, 2007, 2008, 2011, 2012, 2013, 2015, 2017, 2019 |
| 12    | Fortuna Hjørring  | 1994, 1995, 1996, 1999, 2002, 2009, 2010, 2014, 2016, 2018, 2020, 2025 |
| 10    | HEI Aarhus        | 1982, 1984, 1986, 1987, 1988, 1989, 1990, 1991, 1997, 1998             |
| 5     | B 1909 Kopenhagen | 1981, 1983, 1985, 1992, 1993                                           |
| 5     | Ribe BK           | 1973, 1974, 1976, 1978, 1979                                           |
| 3     | BK Femina         | 1975, 1977, 1980                                                       |
| 3     | HB Køge           | 2021, 2022, 2023                                                       |
| 2     | Odense BK         | 2000, 2001                                                             |
| 1     | FC Nordsjælland   | 2024                                                                   |